# Tycherus kuhmoensis
Tycherus kuhmoensis är en stekelart som beskrevs av Ranin 1983. Tycherus kuhmoensis ingår i släktet Tycherus och familjen brokparasitsteklar. Inga underarter finns listade i Catalogue of Life.